# Cock Rijkens
Cock Rijkens (Rotterdam, 13 mei 1952 – Almelo, 13 juli 2018) was een voetbaldoelman van onder meer Go Ahead Eagles, FC Dordrecht en Heracles.
Cock Rijkens speelde in de jeugd bij Sparta, maar een debuut in het eerste elftal van de Rotterdammers bleef uit. Rijkens maakte hierop de overstap naar Go Ahead Eagles. In zijn eerste seizoenen in Deventer moest hij Nico van Zoghel voor zich dulden, maar na diens vertrek naar BV De Graafschap speelde Rijkens uiteindelijk 35 wedstrijden in de eredivisie voor de Eagles. Uiteindelijk verloor Rijkens de concurrentiestrijd met Hennie Spijkerman waarop hij naar FC Dordrecht vertrok. Hier werd Rijkens wel de eerste doelman. Na een jaar Telstar (1979-1980) belandde Rijkens bij Heracles, waar hij in 1983 zijn keepersloopbaan afsloot.